# باباآدم صغیر
باباآدم صغیر (نام علمی: Arctium minus) نام یک گونه از سرده بابا آدم است.